# Shiroda
Shiroda (o Chiroda) fou un estat tributari protegit a l'agència de Kathiawar, prant de Gohelwar, presidència de Bombai.
Està format per un sol poble important amb un únic tributari propietari. La superfície era de 186 km² i la població el 1881 de 241 habitants. Els ingressos s'estimaven en 90 lliures i es pagaven tributs de 12 lliures al Gaikwar de Baroda i de 143 rupies al nawab de Junagarh.